# Municipio de Bridgeton ((Pensilvania)
El municipio de Bridgeton (en inglés: Bridgeton Township) es un municipio ubicado en el condado de Bucks en el estado estadounidense de Pensilvania. En el año 2000 tenía una población de 1.408 habitantes y una densidad poblacional de 84 personas por km².

## Geografía
El municipio de Bridgeton se encuentra ubicado en las coordenadas 40°33′29″N 75°06′37″O / 40.55806, -75.11028.

## Demografía
Según la Oficina del Censo en 2000 los ingresos medios por hogar en la localidad eran de $52,083 y los ingresos medios por familia eran $53,958. Los hombres tenían unos ingresos medios de $36,765 frente a los $29,338 para las mujeres. La renta per cápita para la localidad era de $23,779. Alrededor del 4,9% de la población estaban por debajo del umbral de pobreza.